# Sapieha

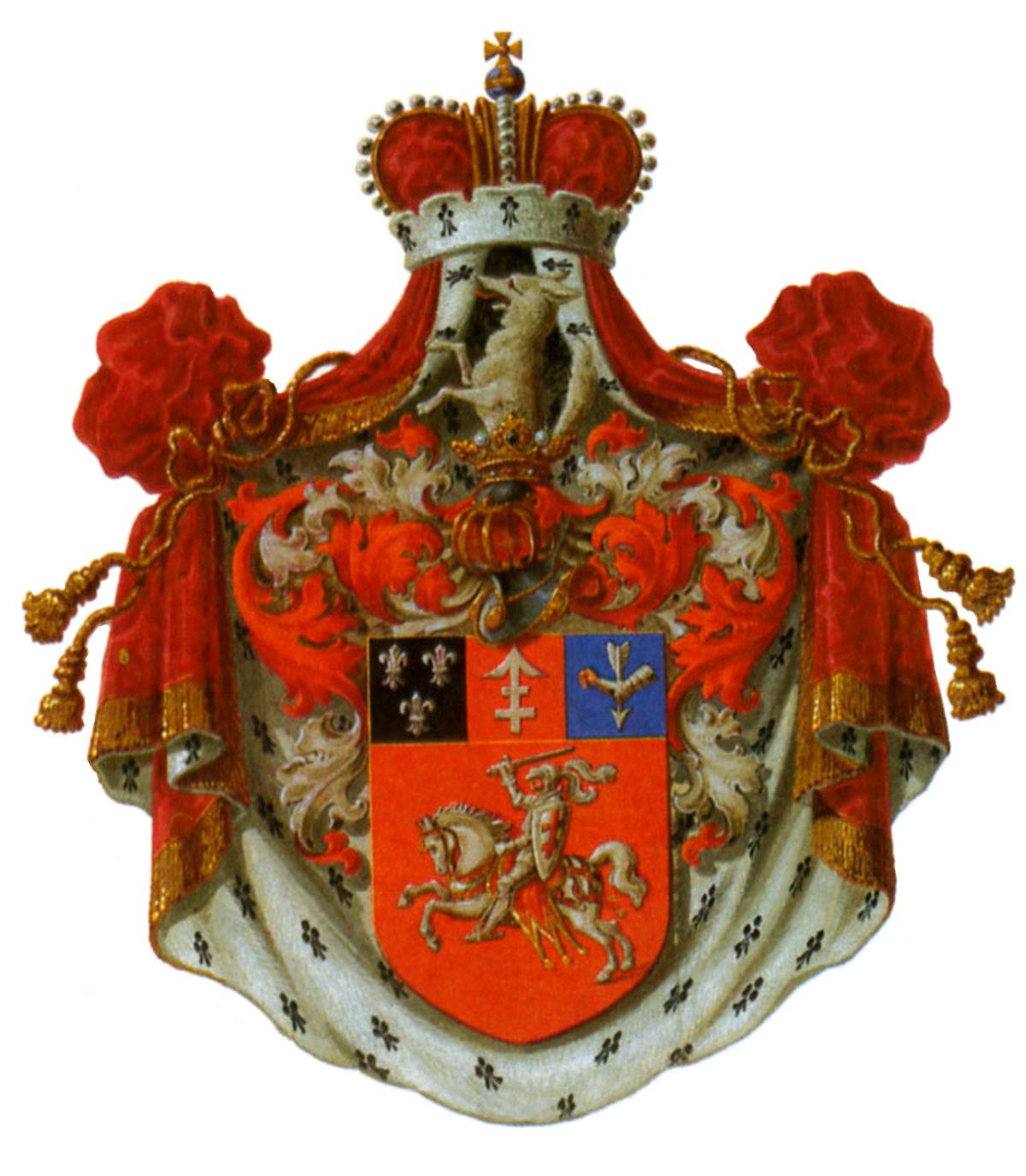
Wapenschild van de familie

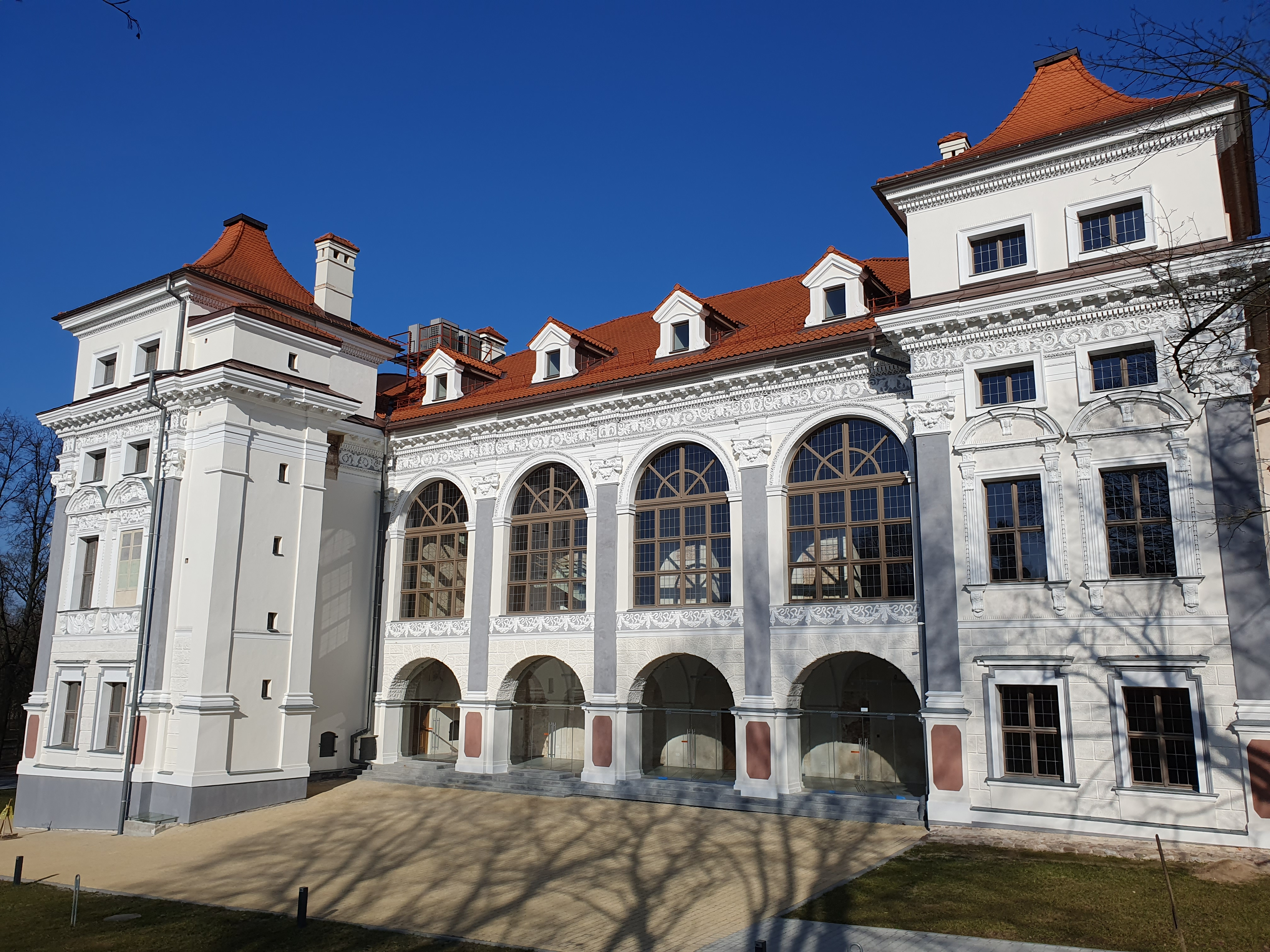
Sapieha-paleis in Vilnius, Litouwen

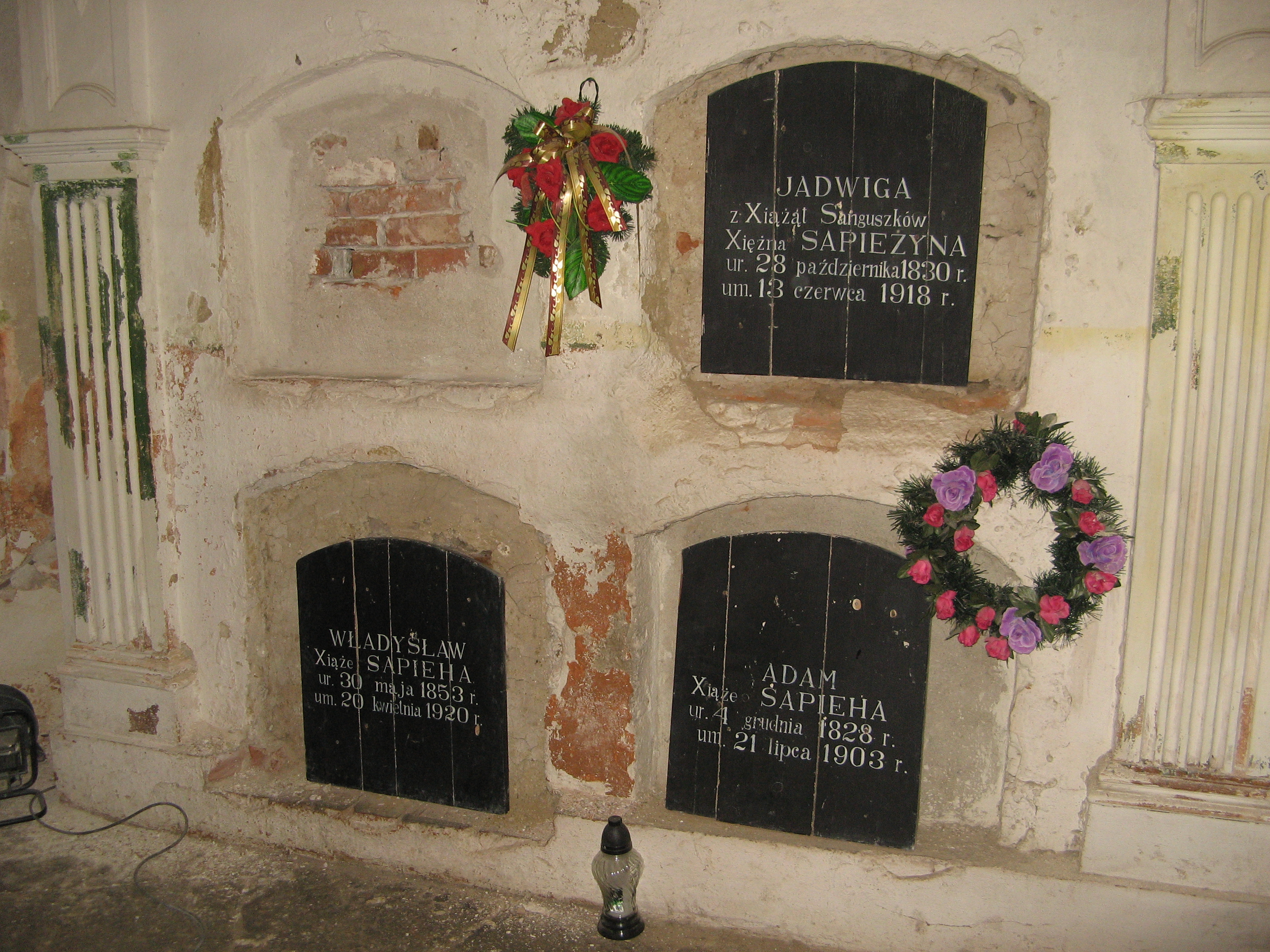
familiegraven in het kasteel van Krasiczyn

Sapieha is een Pools-Litouws adellijk geslacht, afkomstig uit Smolensk. In de 17de eeuw waren ze politiek belangrijk. Hun necropool bevond zich in Vilnius, in de kerk van Sint-Michaël.
De welvaart kwam in de familie in de vijfde generatie van bekende naamdragers, door Lew Sapieha, kanselier en 'Hetman' (tweede in bevel na de monarch). De volgende generaties leverde tal van prominente officieren, bestuurders, enz.
Michal-Franciszek Sapieha verkreeg op 14 september 1700 de erfelijke titel Prins van het Heilige Roomse Rijk. Bij zijn dood, drie maanden later, zonder nakomelingen, doofde de titel uit.
De familie verloor toen ook haar dominante positie in Litouwen. 
In 1768 bekwamen leden van de familie een prinsentitel van het Poolse parlement. De titel werd verder erkend in Polen (1824), in Oostenrijk (1836 en 1840) en in Rusland (1874 en 1901).
De familie heeft vertakkingen naar Sapieha-Rozanski en Sapieha-Kodenski.

## Bekende leden
- Lew Sapieha (1557-1633), kanselier en hetman in Litouwen
- Kazimierz Lew Sapieha (1609-1656), maarschalk, zoon van Lew Sapieha
- Mikołaj Krzysztof Sapieha (1613-1639),Voivode van Mińsk
- Jan Kazimierz Sapieha senior (?–1730), Hetman van Litouwen
- Jan Kazimierz Sapieha junior, (ca. 1642–1720), Hetman
- Michal Franciszek Sapieha (1670-1700), Generaal
- Jan Sapieha (overleden in 1730) : Litouwer die vocht aan de zijde van de Russen.
- Jan-Frédéric Sapieha (1680-1751) : grootkanselier van Litouwen
- Jan-Pieter Sapieha, (Moguilev 1569 - Moskou 15 oktober 1611) : vocht tegen de Tataren in de Krim. Vocht tegen de Zweden (1600-1611).
- Paul-Jan Sapieha (1609-1665) groothetman van Litouwen, zoon van Jan-Pieter Sapieha
- Teresa Sapieha (?-c.1784), was getrouwd met Hieronimus Florian Radziwill en met Joachim Karol Potocki
- Kazimierz Nestor Sapieha (1757-1798), generaal en politicus
- Anna Zofia Sapieha (1799-1864), was getrouwd met Adam Jerzy Czartoryski
- Leon Sapieha (1803-1878), politiek en economisch activist
- Eustachy Kajetan Sapieha (1881-1963), minister van Buitenlandse zaken in Polen
- Prins Władysław Leon Sapieha, betovergrootvader van Koningin Mathilde
- Adam Stefan Sapieha (1867-1951), kardinaal en aartsbisschop van Krakau
- Zofia Maria Sapieha-Kodenska (1919-1997), getrouwd met graaf Leon Komorowski, grootmoeder van koningin Mathilde van België
- Michel Sapieha-Kodenski (°1930), getrouwd met (+) Myriam de Decker de Brandekem (twee zonen) en met Ghislaine van Cutsem, woont in België
- Mikush Sapieha (°1966) of Michael Sapieha is een Brits-Canadees acteur (Operation Tango, 1999).
- Gregory Sapieha-Kodenski (°1983) of "le Roy", kleinzoon van Michel hierboven, is zakenman en trouwde in 2008 met de dochter van notaris François Kumps (La Hulpe).
- Prinses Paola Sapieha-Rozanski gehuwd met de Belgische Prins Tinko Czetwertynski